# EMA 2017
Az EMA 2017 egy többrészes show-műsor, melynek keretén belül a nézők és a szakmai zsűri kiválasztotta, hogy ki képviselje Szlovéniát a 2017-es Eurovíziós Dalfesztiválon, Ukrajnában. A műsor házigazdái Mario Galunič, Maja Martina Merljak, Tanja Kocman és Tina Gorenjak voltak. A verseny győztese Omar Naber lett, aki az On My Way című dalával képviselte Szlovéniát a 2017-es Eurovíziós Dalfesztiválon.
Omar Naber az Eurovíziós Dalfesztivál első elődöntőjében 36 ponttal a tizenhetedik, utolsó előtti helyet érte el, így nem kvalifikálta magát a döntőbe.
A nemzetközi dalfesztivál győztese a Portugáliát képviselő Salvador Sobral lett, aki 758 pontot összegyűjtve nyerte meg a döntőt. Az Amar pelos dois című dal a szakmai zsűrinél és a közönségnél is az első helyen végzett.

## Helyszín és közvetítés
A műsort 2003, 2004, 2007 és 2010 után ismét a ljubljanai Kongresszusi és Kiállítási Központ (szlovénul: Gospodarsko razstavišče) egyik csarnokában készítették. Az EMA 2017-ben huszonegyedik alkalommal szolgált a szlovén eurovíziós versenyző kiválasztására. A műsort a TV Slovenija 1, a Radio Val 202, a Radio Koper, a Radio Maribor és online az RTV 4D platformja élőben közvetítette.

## A műsorvezetők és a zsűritagok
A műsor házigazdái Mario Galunič, Maja Martina Merljak, Tanja Kocman és Tina Gorenjak voltak.
Az elődöntőkben a szakmai zsűrit képviselte:
- Martin Štibernik, zeneszerző
- Alenka Godec, énekes
- Rebeka Dremelj, énekes, a 2008-as Eurovíziós Dalfesztivál szlovén versenyzője
- Patrik Greblo, karmester, zeneszerző
- Eva Boto, énekes, a 2012-es Eurovíziós Dalfesztivál szlovén versenyzője
- Jernej Dirnbek, zenész, a MI 2 együttes alapítója
- Anika Horvat, énekes

A döntőben a területi zsűriket képviselték:
- Ljubljana: Martin Štibernik, Alenka Godec, Aleš Klinar
- Kranj: Manca Izmajlova, Darja Švajger, Tina Marinšek
- Maribor: Eva Boto, Bilbi, Primož Štorman
- Koper: Anika Horvat, Andrea F, Steffy
- Novo mesto: Gašper Rifelj, Tomislav Jovanovič - Tokac, Ivo Rimc
- Celje: ManuElla, Matic Jere, Sanja Mlinar Marin

## A résztvevők
Az RTV SLO 2016. július 20-án jelentette be, hogy az érdekelt énekesek, együttesek és dalszerzők november 3-ig nevezhetnek a műsorba. 2017. január 20-án bejelentették, hogy Amaya visszalép a versenytől, a kiadója javaslatára. Később kiderült, Clemens helyettesíti őt a versenyben Tok ti sede című dalával.
| Előadó                                     | Dal (Magyar fordítás)              | Zene / Szöveg                                 |
| ------------------------------------------ | ---------------------------------- | --------------------------------------------- |
| Alya                                       | Halo / Come On (Hallo / Gyerünk)   | Raay, Rok Lunaček, Tina Piš                   |
| Amaya                                      | nincs adat                         | Daniel Gidlund, Jakob Shultze                 |
| BQL                                        | Heart of Gold (Aranyszív)          | Maraaya, Anej Piletič                         |
| Clemens                                    | Tok ti sede (Illik hozzád)         | Klemen Mramor                                 |
| Ina Shai                                   | Colour Me (Színezz ki!)            | Martina Šraj                                  |
| Kataya & Duncan Kamakana                   | Are You There (Ott vagy?)          | Tim Žibrat, Duncan Kamakana, Kataya           |
| KiNG FOO                                   | Wild Ride (Vad utazás)             | Rok Golob, Cherie Lucas                       |
| Lea Sirk                                   | Freedom (Szabadság)                | Lea Sirk, Gaber Radojevič                     |
| Nika Zorjan                                | Fse (Minden)                       | Maraaya, Nika Zorjan                          |
| Nuška Drašček                              | Flower in the Snow (Virág a hóban) | Pele Loriano, Lina Button, Brendan Wade       |
| Omar Naber                                 | On My Way (Utamon)                 | Omar Naber                                    |
| Raiven                                     | Zažarim (Ragyogni kezdek)          | Jernej Kržič, Tadej Košir, Sara Briški Cirman |
| Sell Out                                   | Ni panike (Semmi pánik)            | Miha Gorše, Uroš Obranovič, Tina Muc          |
| Tim Kores                                  | Open Fire (Nyílt tűz)              | Jeff Lewis, Drew Lawrence                     |
| Tosca Beat                                 | Free World (Szabad világ)          | Andraž Kržič, Tosca Beat, Peter Penko         |
| United Pandaz & Arsello feat. Alex Volasko | Heart to Heart (Szívtől szívig)    | Arsello, Alex Volasko                         |
| Zala                                       | Lalalatino                         | Zala Đurić Ribič                              |

## Élő műsorfolyam
Az RTV SLO a két elődöntőt 2017. február 17-én és február 18-án tartotta. A telefonos szavazás során az első két helyen végzett dal a döntőbe került, majd a maradék hat dalból a zsűri továbbjuttatott még kettőt.

### Első elődöntő
A versenyprodukciók mellett extra fellépő volt Eva Boto, aki a Katrina and the Waves Love Shine a Light című dalát adta elő, amivel az együttes megnyerte az 1997-es Eurovíziós Dalfesztivált. Továbbá ManuElla is fellépett, aki a Blue and Red című 2016-os EMA-győztes dalát adta elő. A Veseli svatje Nuša Derenda Ne, ni res című dalát adta elő, amivel az eredeti előadó megnyerte a 2001-es EMA-t.
| Első elődöntő – 2017. február 17. | Első elődöntő – 2017. február 17. | Első elődöntő – 2017. február 17.                  | Első elődöntő – 2017. február 17. | Első elődöntő – 2017. február 17. | Első elődöntő – 2017. február 17. | Első elődöntő – 2017. február 17. |
| #                                 | Előadó                            | Dal (zene / szöveg)                                | Szavazás                          | Szavazás                          | Szavazás                          | Szavazás                          |
| #                                 | Előadó                            | Dal (zene / szöveg)                                | Szavazatok száma                  | Közönség helyezés                 | Zsűri helyezés                    | Eredmény                          |
| --------------------------------- | --------------------------------- | -------------------------------------------------- | --------------------------------- | --------------------------------- | --------------------------------- | --------------------------------- |
| 01                                | KiNG FOO                          | Wild Ride (Rok Golob, Cherie Lucas)                | 407                               | 8.                                | 2.                                | Továbbjutott                      |
| 02                                | Nika Zorjan                       | Fse (Maraaya, Nika Zorjan)                         | 1185                              | 4.                                | 3.                                | Továbbjutott                      |
| 03                                | Tosca Beat                        | Free World (Andraž Kržič, Tosca Beat, Peter Penko) | 1270                              | 3.                                | 5.                                | Kiesett                           |
| 04                                | Lea Sirk                          | Freedom (Lea Sirk, Gaber Radojevič)                | 879                               | 5.                                | 4.                                | Kiesett                           |
| 05                                | Sell Out                          | Ni panike (Miha Gorše, Uroš Obranovič, Tina Muc)   | 1828                              | 2.                                | 8.                                | Továbbjutott                      |
| 06                                | Zala                              | Lalalatino (Zala Đurić Ribič)                      | 412                               | 7.                                | 7.                                | Kiesett                           |
| 07                                | Alya                              | Halo / Come On (Raay, Rok Lunaček, Tina Piš)       | 864                               | 6.                                | 6.                                | Kiesett                           |
| 08                                | Omar Naber                        | On My Way (Omar Naber)                             | 2506                              | 1.                                | 1.                                | Továbbjutott                      |

### Második elődöntő
A versenyprodukciók mellett extra fellépő volt Samuel Lucas, aki Johnny Logan Hold Me Now című dalát adta elő, amivel az eredeti előadó megnyerte az 1987-es Eurovíziós Dalfesztivált. Továbbá Alenka Godec is fellépett, aki a Če verjameš ali ne és a Poglej me v oči című dalokat adta elő.
| Második elődöntő – 2017. február 18. | Második elődöntő – 2017. február 18.       | Második elődöntő – 2017. február 18.                         | Második elődöntő – 2017. február 18. | Második elődöntő – 2017. február 18. | Második elődöntő – 2017. február 18. | Második elődöntő – 2017. február 18. |
| #                                    | Előadó                                     | Dal (zene / szöveg)                                          | Szavazás                             | Szavazás                             | Szavazás                             | Szavazás                             |
| #                                    | Előadó                                     | Dal (zene / szöveg)                                          | Szavazatok száma                     | Közönség helyezés                    | Zsűri helyezés                       | Eredmény                             |
| ------------------------------------ | ------------------------------------------ | ------------------------------------------------------------ | ------------------------------------ | ------------------------------------ | ------------------------------------ | ------------------------------------ |
| 01                                   | Clemens                                    | Tok ti sede (Klemen Mramor)                                  | 253                                  | 8.                                   | 6.                                   | Kiesett                              |
| 02                                   | Raiven                                     | Zažarim (Jernej Kržič, Tadej Košir, Sara Briški Cirman)      | 1467                                 | 3.                                   | 4.                                   | Továbbjutott                         |
| 03                                   | Kataya & Duncan Kamakana                   | Are You There (Tim Žibrat, Duncan Kamakana, Kataya)          | 724                                  | 6.                                   | 8.                                   | Kiesett                              |
| 04                                   | BQL                                        | Heart of Gold (Maraaya, Anej Piletič)                        | 3486                                 | 1.                                   | 3.                                   | Továbbjutott                         |
| 05                                   | Ina Shai                                   | Colour Me (Martina Šraj)                                     | 788                                  | 5.                                   | 5.                                   | Kiesett                              |
| 06                                   | United Pandaz & Arsello feat. Alex Volasko | Heart to Heart (Arsello, Alex Volasko)                       | 370                                  | 7.                                   | 7.                                   | Kiesett                              |
| 07                                   | Tim Kores                                  | Open Fire (Jeff Lewis, Drew Lawrence)                        | 899                                  | 4.                                   | 2.                                   | Továbbjutott                         |
| 08                                   | Nuška Drašček                              | Flower in the Snow (Pele Loriano, Lina Button, Brendan Wade) | 1687                                 | 2.                                   | 1.                                   | Továbbjutott                         |

### Döntő

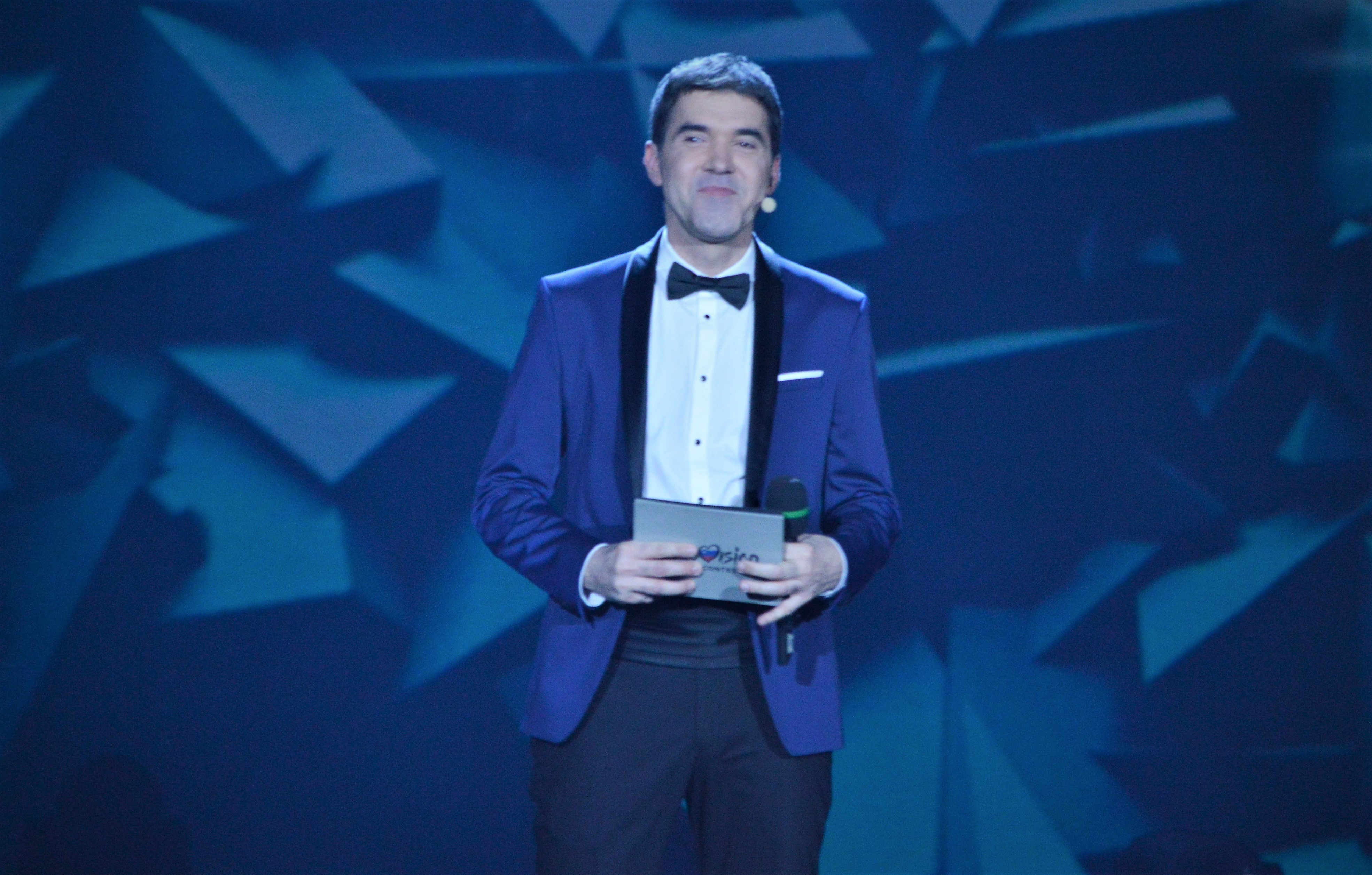
Mario Galunič, a műsor egyik házigazdája 2017. február 24-én, a döntőben

A döntőt 2017. február 24-én tartotta az RTV SLO nyolc előadó részvételével. A végeredmény a nézői szavazás illetve a területi zsűrik szavazatai alapján alakultak ki. Az összes dal elhangzása után nyitották meg a telefonos szavazást, mely tíz percig tartott. A területi zsűrik az Eurovíziós Dalfesztivál gyakorlatához hasonlóan pontozták a produkciókat. Az első helyezett 12 pontot kapott, a második 10-et, a harmadik 8-at, negyedik 6-ot, az ötödik 4-et, míg a hatodik 2 pontot. Az utolsó két helyen végzett produkció nem kapott pontot. A zsűri szavazást követően a nézői szavazatokat is hozzáadták az eredményhez. Az első helyezett 72 pontot kapott, a második 60-at, a harmadik 48-at, negyedik 36-ot, az ötödik 24-et, míg a hatodik 12 pontot. Az utolsó két helyen végzett produkció a nézőktől sem kapott pontot. A versenyprodukciók mellett extra fellépő volt Tony Cetinski, horvát énekes, aki az 1994-es Eurovíziós Dalfesztiválon Dublinban képviselte Horvátországot. Az EMA döntőjében előadta akkori versenydalát a Nek ti ljubav bude svat és a Laku noćt. Továbbá a 2016-os Eurovíziós Dalfesztivál ukrán győztese, Jamala 1944 című dalát is előadta vendégprodukcióként. A műsort élőben közvetítette a TV Slovenija 1.
| #  | Kép           | Előadó Dal (zene / szöveg)                                   | Szavazás  | Szavazás | Szavazás | Szavazás | Szavazás   | Szavazás | Szavazás | Szavazás         | Szavazás | Szavazás | Szavazás |
| #  | Kép           | Előadó Dal (zene / szöveg)                                   | Zsűri     | Zsűri    | Zsűri    | Zsűri    | Zsűri      | Zsűri    | Zsűri    | Közönség         | Közönség | Összesen | Helyezés |
| #  | Kép           | Előadó Dal (zene / szöveg)                                   | Ljubljana | Kranj    | Maribor  | Koper    | Novo mesto | Celje    | Σ        | Szavazatok száma | Pontszám | Összesen | Helyezés |
| -- | ------------- | ------------------------------------------------------------ | --------- | -------- | -------- | -------- | ---------- | -------- | -------- | ---------------- | -------- | -------- | -------- |
| 01 | Sell Out      | Sell Out                                                     | 0         | 0        | 0        | 0        | 0          | 0        | 0        | 2335             | 24       | 24       | 6.       |
| 01 | Sell Out      | Ni panike (Miha Gorše, Uroš Obranovič, Tina Muc)             | 0         | 0        | 0        | 0        | 0          | 0        | 0        | 2335             | 24       | 24       | 6.       |
| 02 | Nuška Drašček | Nuška Drašček                                                | 8         | 8        | 10       | 10       | 10         | 10       | 56       | 2032             | 12       | 68       | 4.       |
| 02 | Nuška Drašček | Flower in the Snow (Pele Loriano, Lina Button, Brendan Wade) | 8         | 8        | 10       | 10       | 10         | 10       | 56       | 2032             | 12       | 68       | 4.       |
| 03 | Tim Kores     | Tim Kores                                                    | 0         | 0        | 2        | 4        | 4          | 0        | 10       | 1543             | 0        | 10       | 8.       |
| 03 | Tim Kores     | Open Fire (Jeff Lewis, Drew Lawrence)                        | 0         | 0        | 2        | 4        | 4          | 0        | 10       | 1543             | 0        | 10       | 8.       |
| 04 | Nika Zorjan   | Nika Zorjan                                                  | 2         | 6        | 4        | 2        | 2          | 4        | 20       | 2419             | 36       | 56       | 5.       |
| 04 | Nika Zorjan   | Fse (Maraaya, Nika Zorjan)                                   | 2         | 6        | 4        | 2        | 2          | 4        | 20       | 2419             | 36       | 56       | 5.       |
| 05 | KiNG FOO      | KiNG FOO                                                     | 4         | 4        | 0        | 0        | 0          | 6        | 14       | 918              | 0        | 14       | 7.       |
| 05 | KiNG FOO      | Wild Ride (Rok Golob, Cherie Lucas)                          | 4         | 4        | 0        | 0        | 0          | 6        | 14       | 918              | 0        | 14       | 7.       |
| 06 | Omar Naber    | Omar Naber                                                   | 10        | 12       | 12       | 12       | 6          | 12       | 64       | 5165             | 60       | 124      | 1.       |
| 06 | Omar Naber    | On My Way (Omar Naber)                                       | 10        | 12       | 12       | 12       | 6          | 12       | 64       | 5165             | 60       | 124      | 1.       |
| 07 | BQL           | BQL                                                          | 12        | 2        | 6        | 6        | 8          | 8        | 42       | 13 134           | 72       | 114      | 2.       |
| 07 | BQL           | Heart of Gold (Maraaya, Anej Piletič)                        | 12        | 2        | 6        | 6        | 8          | 8        | 42       | 13 134           | 72       | 114      | 2.       |
| 08 | Raiven        | Raiven                                                       | 6         | 10       | 8        | 8        | 12         | 2        | 46       | 3292             | 48       | 94       | 3.       |
| 08 | Raiven        | Zažarim (Jernej Kržič, Tadej Košir, Sara Briški Cirman)      | 6         | 10       | 8        | 8        | 12         | 2        | 46       | 3292             | 48       | 94       | 3.       |

A nézői és zsűri szavazás alapján az EMA-t Omar Naber nyerte, 2005 után másodszor. Érdekesség, hogy akkor is Kijevben képviselte hazáját, míg ezúttal is az ukrán fővárosban lépett színpadra. A 2005-ös Eurovíziós Dalfesztiválon Stop című dalával az elődöntő 12. helyén végzett 69 ponttal.

## Jegyzetek

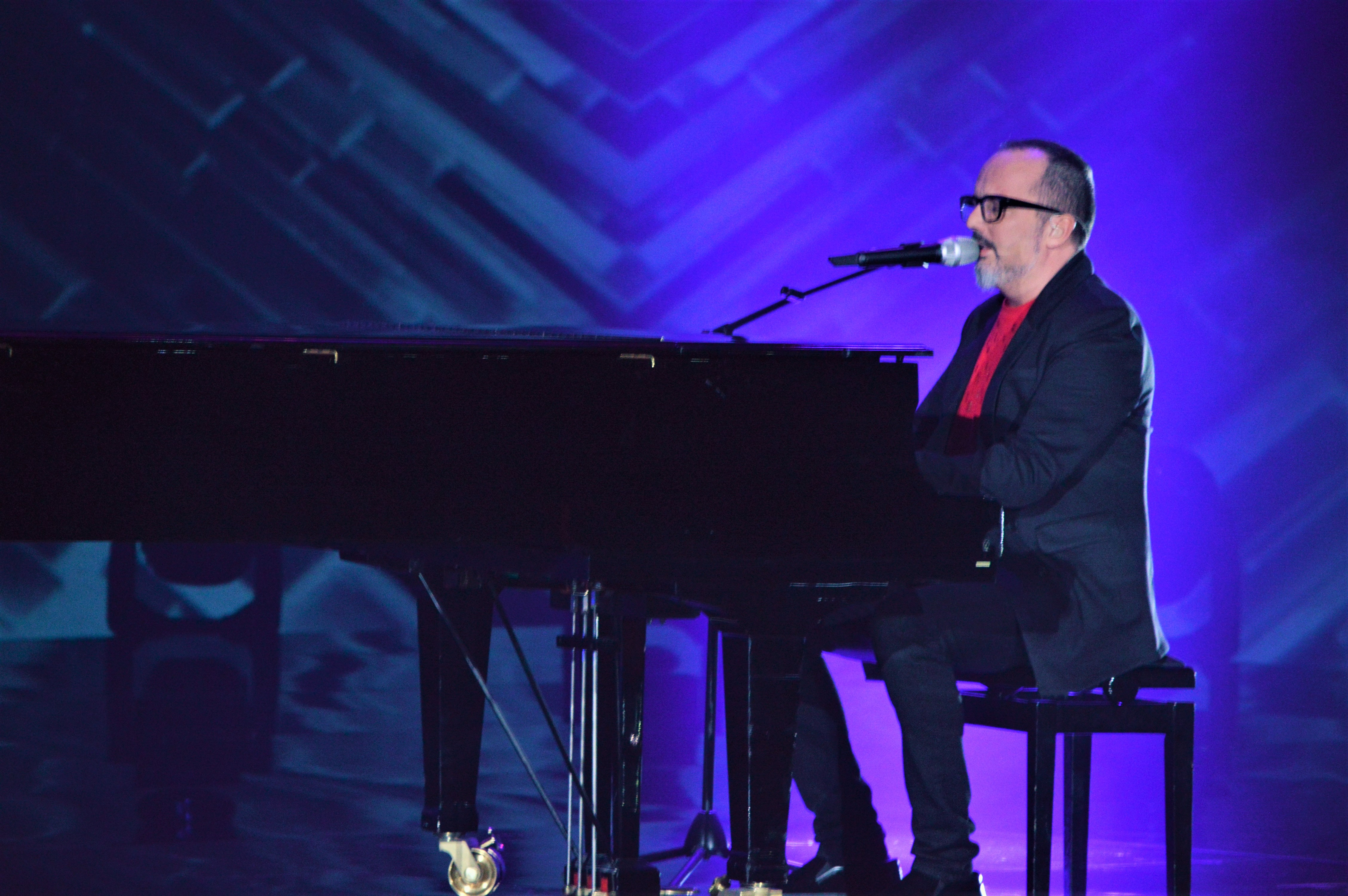
Tony Cetinski előadja a Nek ti ljubav bude sva című dalát a műsor egyik vendégfellépőjeként a döntőben 2017. február 24-én

## Visszatérő előadók
| Előadó                                          | Előző év(ek)             | Előző dal(ok)                     | Előző legjobb eredmény(ek) |
| ----------------------------------------------- | ------------------------ | --------------------------------- | -------------------------- |
| Alex Volasko (A United Pandazzal és Arsellóval) | 2012 (Misija Evrovizija) | —                                 | —                          |
| Alya                                            | 2003                     | Exploziv(no)                      | 13. hely                   |
| Alya                                            | 2004                     | Fluid                             | 3. hely                    |
| Alya                                            | 2005                     | Exxtra                            | 5. hely                    |
| Alya                                            | 2007                     | Vizija                            | 12. hely                   |
| Alya                                            | 2009                     | Zadnji dan (Rudival)              | 4. hely                    |
| Alya                                            | 2015                     | Misunderstandings (Neno Belannal) | —                          |
| Clemens                                         | 2015                     | Mava to                           | —                          |
| Lea Sirk                                        | 2009                     | Znamenje iz sanj                  | 9. hely                    |
| Lea Sirk                                        | 2010                     | Vampir je moj poet                | 10. hely                   |
| Omar Naber                                      | 2005                     | Stop                              | 1. hely                    |
| Omar Naber                                      | 2009                     | I Still Carry On                  | 2. hely                    |
| Omar Naber                                      | 2011                     | Bistvo skrito je očem             | —                          |
| Omar Naber                                      | 2014                     | I Won't Give Up                   | —                          |
| Nika Zorjan                                     | 2012 (Misija Evrovizija) | —                                 | 3. hely                    |
| Nuška Drašček                                   | 2006                     | Nora sem, date ljubim             | 9. hely                    |
| Nuška Drašček                                   | 2009                     | Kako lepo                         | 8. hely                    |
| Raiven                                          | 2016                     | Črno bel                          | 2. hely                    |